# Geniostoma randianum
Geniostoma randianum är en tvåhjärtbladig växtart som beskrevs av Elmer Drew Merrill och Perry. Geniostoma randianum ingår i släktet Geniostoma och familjen Loganiaceae. Inga underarter finns listade i Catalogue of Life.